# Franz Rank

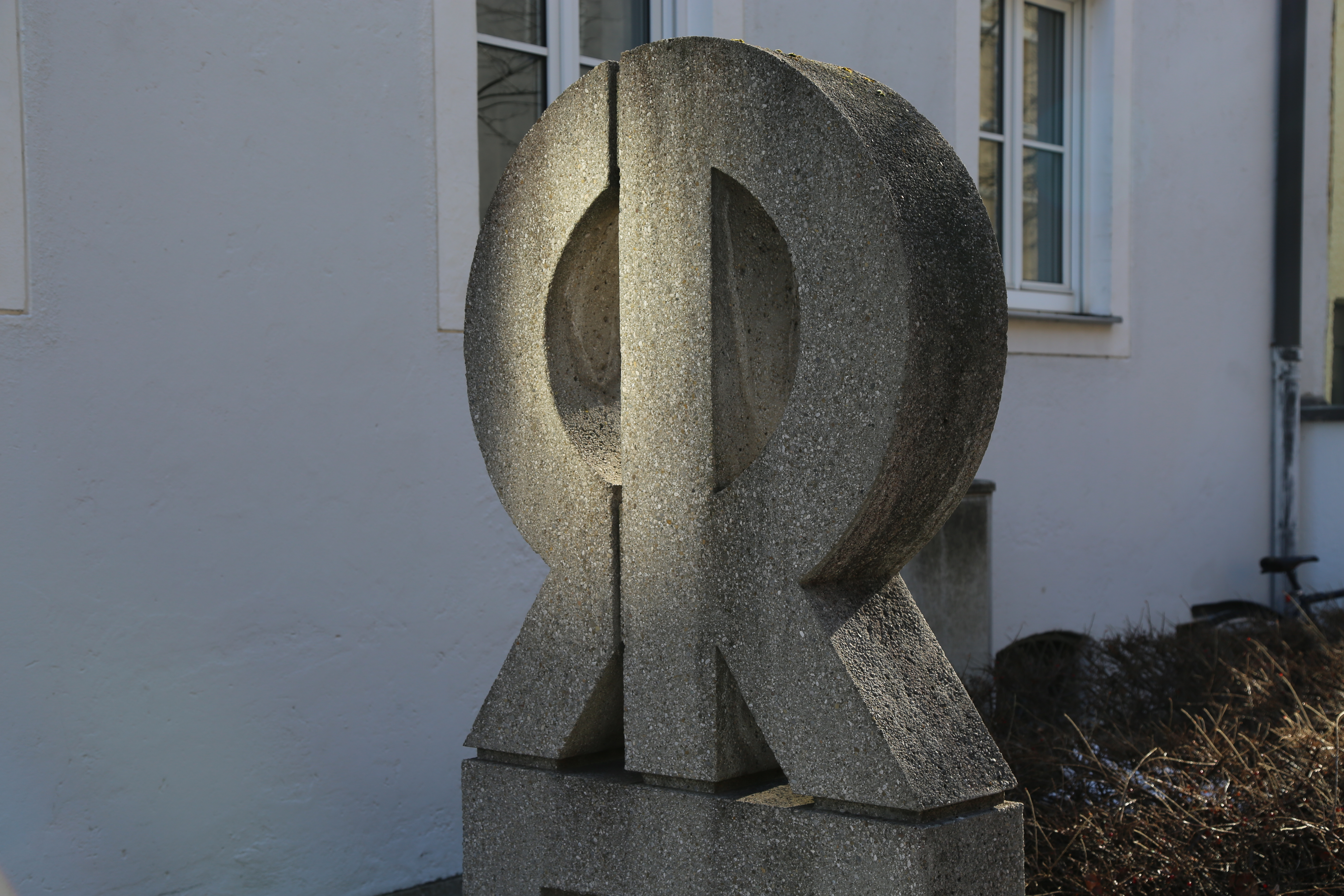
Firmenzeichen des Bauunternehmens Gebrüder Rank vor dem Firmensitz Emil-Geis-Straße 1

Franz Rank (* 7. April 1870 in München; † 27. Dezember 1949) war ein deutscher Architekt und Bauunternehmer. Während seiner fast fünfzigjährigen Schaffenszeit schuf er über 250 Arbeiten (Projekte und ausgeführte Werke zusammengerechnet). Dazu gehören zahlreiche Wohnhäuser und Villen, Geschäftshäuser, Gasthöfe, Schulen, Krankenhäuser und Kirchen. Die Wohnhäuser Ranks sind vorwiegend dem Jugendstil verhaftet, während seine Kirchenbauten allesamt im neubarocken Stil errichtet wurden.

## Leben
Der Vater Josef Rank war Inhaber eines kleinen Baugeschäfts in München-Schwabing. Nach dem Besuch der Bauschule in München arbeitete Franz Rank 1889 als Bautechniker in Bregenz. Seine Technikerausbildung setzte er 1890 in Augsburg fort. Nach weiteren Stationen in Köln und Hannover ging er 1892 zum Studium an die Technische Hochschule München, wo er vor allem bei Friedrich von Thiersch studierte. Von besonderer Bedeutung für Rank war in dieser Zeit Martin Dülfer. Dieser suchte 1893 Mitarbeiter für perspektivische Darstellungen der Frankfurter Klärbeckenreinigung und der Quellwasserleitung. Fast fünf Jahre dauerte die Zusammenarbeit mit Dülfer.
1899 machte sich Franz Rank selbstständig. Zusammen mit seinen Brüdern Josef Rank (1868–1956) und Ludwig Rank (1873–1932) übernahm er den elterlichen Betrieb, der fortan als Baugesellschaft Gebrüder Rank firmierte. Das junge Unternehmen wurde rasch zum Wegbereiter neuer stilistischer Tendenzen.
Neben der Errichtung von Wohn- und Geschäftshäusern, Schulen, Krankenhäusern und Kirchen waren technische und Industriebauwerke wie Brücken, Brauereigebäude, Wassertürme, Flughafenbauten, Gas- und Elektrizitätswerke und Silobauten ein Spezialgebiet des Unternehmens.
Im Zuge der Aufgabenteilung im gemeinsamen Unternehmen baute Ludwig Rank einen eigenen Zweig der Firma in Spanien auf. Im Münchner Büro war Josef Rank für die technische Entwicklung zuständig. Franz Rank war für die künstlerischen Entwürfe verantwortlich und stellte das künstlerische Haupt des Unternehmens dar.
Die Baugesellschaft Gebrüder Rank wurde schon bald bekannt. Ihre oft bedeutenden bautechnischen Neuerungen wie die Verwendung von Eisenbeton wurden regelmäßig in der Fachpresse vorgestellt. Viele von ihnen ausgeführte Bauten standen schon von der Funktion her im Blickpunkt der Öffentlichkeit, so z. B. der Eingangsbereich zur Münchner Messe.
Franz Rank entwarf für besonders wohlhabende Familien einige Schlossbauten, darunter Schloss Mainberg bei Schweinfurt für den Industriellen Ernst Sachs. Das Werk umfasst aber auch weniger prominente Bauaufgaben wie z. B. die umfangreiche Mehrfamilienwohnhaus-Bebauung auf dem Eckgrundstück Daiserstraße / Oberländerstraße in München-Sendling ab 1901.
Bedeutende Kirchenbauten entstanden nach Entwürfen von Franz Rank in Au bei Berchtesgaden, in München-Solln, in Bad Griesbach bei Passau, in München-Großhadern und in Lindenberg im Allgäu. In Kirchham bei Passau leitete er den Wiederaufbau der abgebrannten Barockkirche.

## Werk (Auswahl)

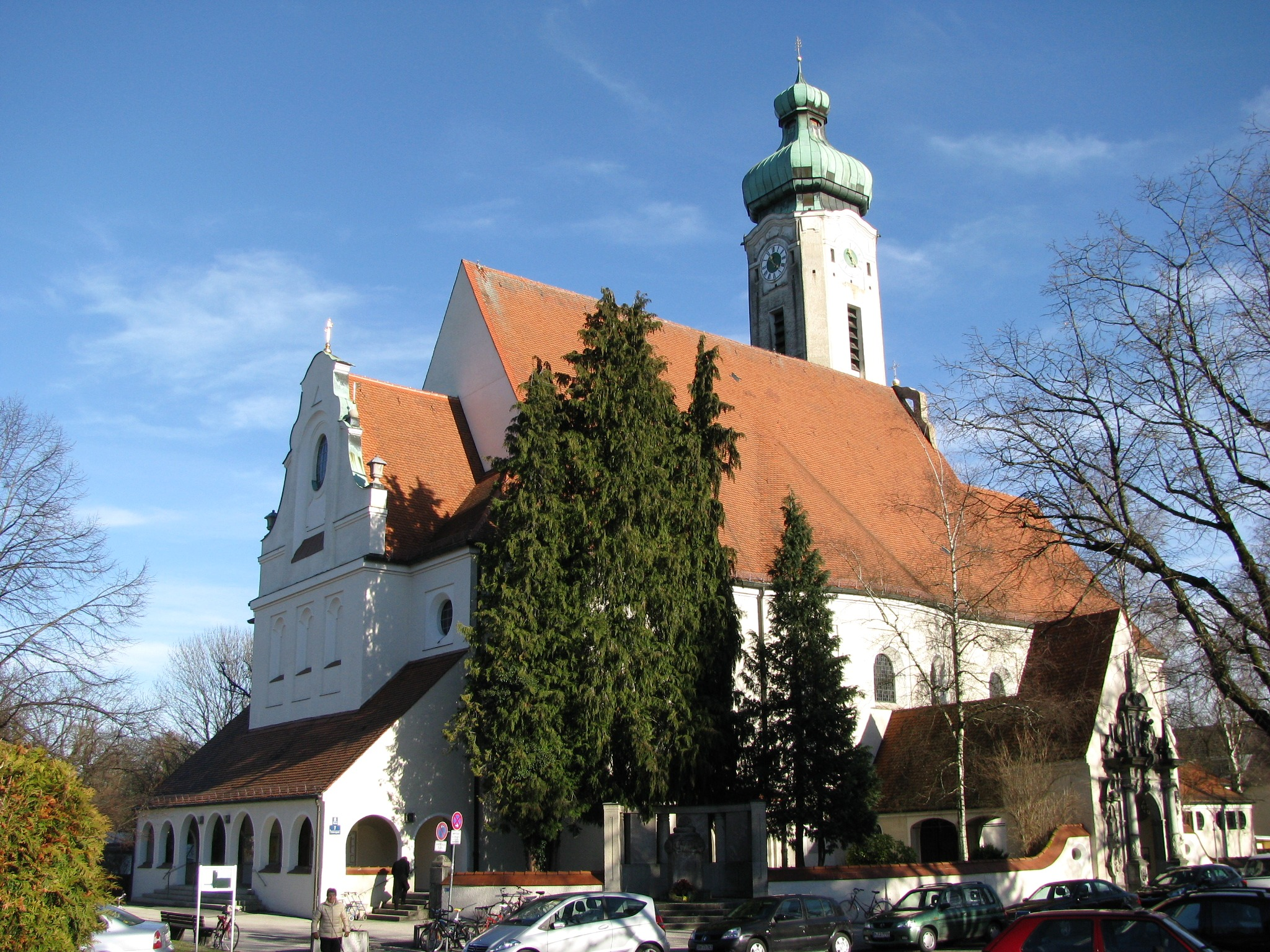
Pfarrkirche St. Johann Baptist

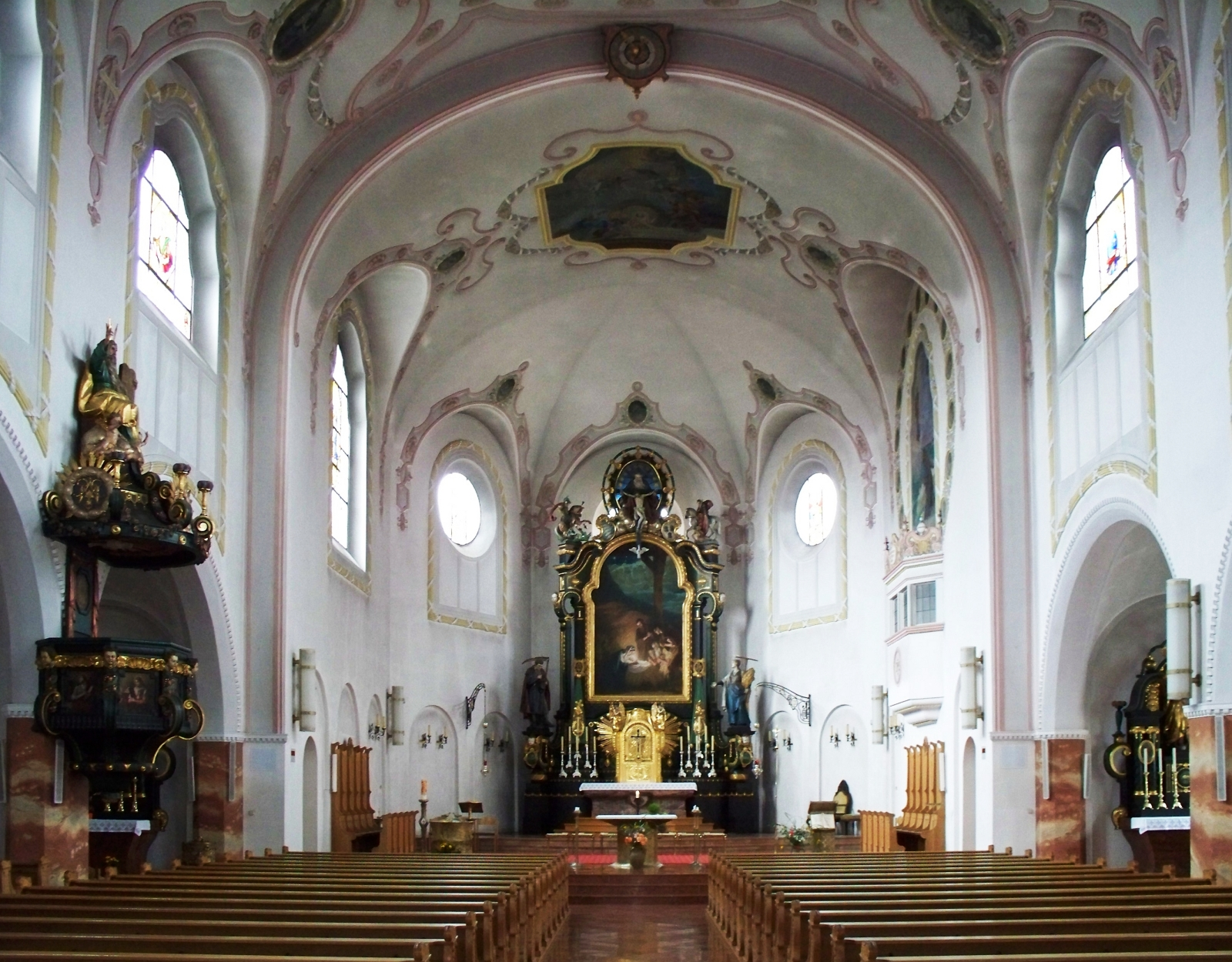
Stadtpfarrkirche Hl. Familie in Bad Griesbach i. Rottal (Foto 1909)

### Kirchen
- 1902–1906: Pfarrkirche St. Johann Baptist in München-Solln
- 1907–1908: Pfarrkirche Zur Heiligen Familie im Berchtesgadener Ortsteil Oberau
- 1910–1912: Stadtpfarrkirche Hl. Familie in Bad Griesbach im Rottal, Haagstraße 35 (unter Denkmalschutz)
- 1912–1914: Pfarrkirche St. Peter und Paul in Lindenberg im Allgäu, Goethestraße 3 (unter Denkmalschutz)
- 1914–1915: Wiederaufbau der abgebrannten barocken Pfarrkirche St. Martin in Kirchham bei Passau, Kirchplatz 4 (unter Denkmalschutz)
- 1925–1926: Pfarrkirche St. Canisius in München-Großhadern

### Profanbauten

Realgymnasium Würzburg (Foto um 1910)

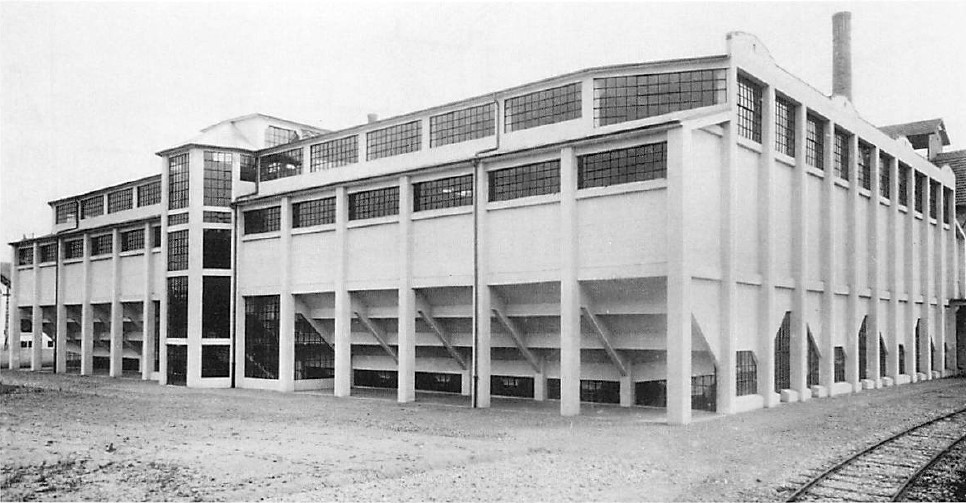
Kohlesilo II des Gaswerks Schlieren

- 1898: Kleinvilla Knorrstraße 12, Milbertshofen, München. Zweigeschossiger Schopfwalmdachbau in historisierenden Formen mit teilweise verbrettertem Giebelfeld, Treppenhausturm mit Haubendach und Putzgliederung, von Josef Rank
- 1901–1905: Mehrfamilienwohnhaus-Bebauung Daiserstraße / Oberländerstraße in München-Sendling
- 1902–1903: Wasserturm im Schwellenwerk Kirchseeon (unter Denkmalschutz)
- 1904: Inneneinrichtung für das Empfangszimmer des Regierungspräsidenten im Präsidialbau der Regierung von Oberfranken in Bayreuth
- 1904/1907: Gasthof Rabenwirt in Pullach im Isartal (unter Denkmalschutz)[2]
- 1905: Ehemaliges Heimatmuseum, jetzt Schnitzschule, Bergwerkstraße 12, Berchtesgaden
- 1906–1907: Schulneubau für das staatliche Realgymnasium in Würzburg[3][4]
- 1907–1908 und 1912–1913: Geschäftshaus der Buchdruckerei und Verlagsanstalt Carl Gerber in München, Angertorstraße 2 (unter Denkmalschutz)[5]
- 1907–1908 Turnhalle des Männerturnvereins München von 1879 (unter Denkmalschutz)[6]
- 1908: Torbauten auf dem Messegelände in München
- 1908: Kohlensilo II im Gaswerk Schlieren, eine der ersten unverkleideten Stahlbetonbauten Europas[7][8]
- 1909: Verwaltungsgebäude der Firma Gebrüder Röchling in München, Hansastraße 21 (seit um 1970 genannt Sander-Villa, seit 2012 durch den ADAC genutzt)
- 1909: Geschäftshaus, Rosenstraße 6 (1913 eröffnete dort das Sporthaus Schuster; heute Rosen Apotheke)
- 1910–1911: Büro- und Geschäftshaus Lindwurmhof in München, Lindwurmstraße 88
- 1908–1909 / 1911: Fabrikbauten der Waggonfabrik Josef Rathgeber AG in München-Moosach, Untermenzinger Straße 1 (unter Denkmalschutz)[9]
- 1911: Sudhaus der Brauerei Johann Humbser in Fürth, Schwabacher Straße 106 / Fichtenstraße (unter Denkmalschutz)
- 1911–1912: Krankenhaus des Dritten Ordens in München
- 1911–1912: Neubauten der Brauerei Gräflich von Moy’sches Hofbrauhaus in Freising
- 1912–1915: Gaswerk in Augsburg
- 1915–1916: Doppelwasserturm in der Eisenbahner-Siedlung beim Rangierbahnhof Hohenbudberg in Duisburg-Friemersheim
- 1917–1919: Flugzeughallen der ehemaligen Fliegerstation Berlin-Friedrichsfelde[10]
- 1925: Umbauten im Schloss Mainberg bei Schweinfurt
- 1941: Hochbunker Riesenfeldstraße
- Internatsschulen der Englischen Fräulein in Simbach, Krumbach, Augsburg, Mallersdorf und München-Nymphenburg
- Passionsspiel-Theater in Oberammergau
- Neubau des Bühnentrakts des Festspielhauses in Bayreuth

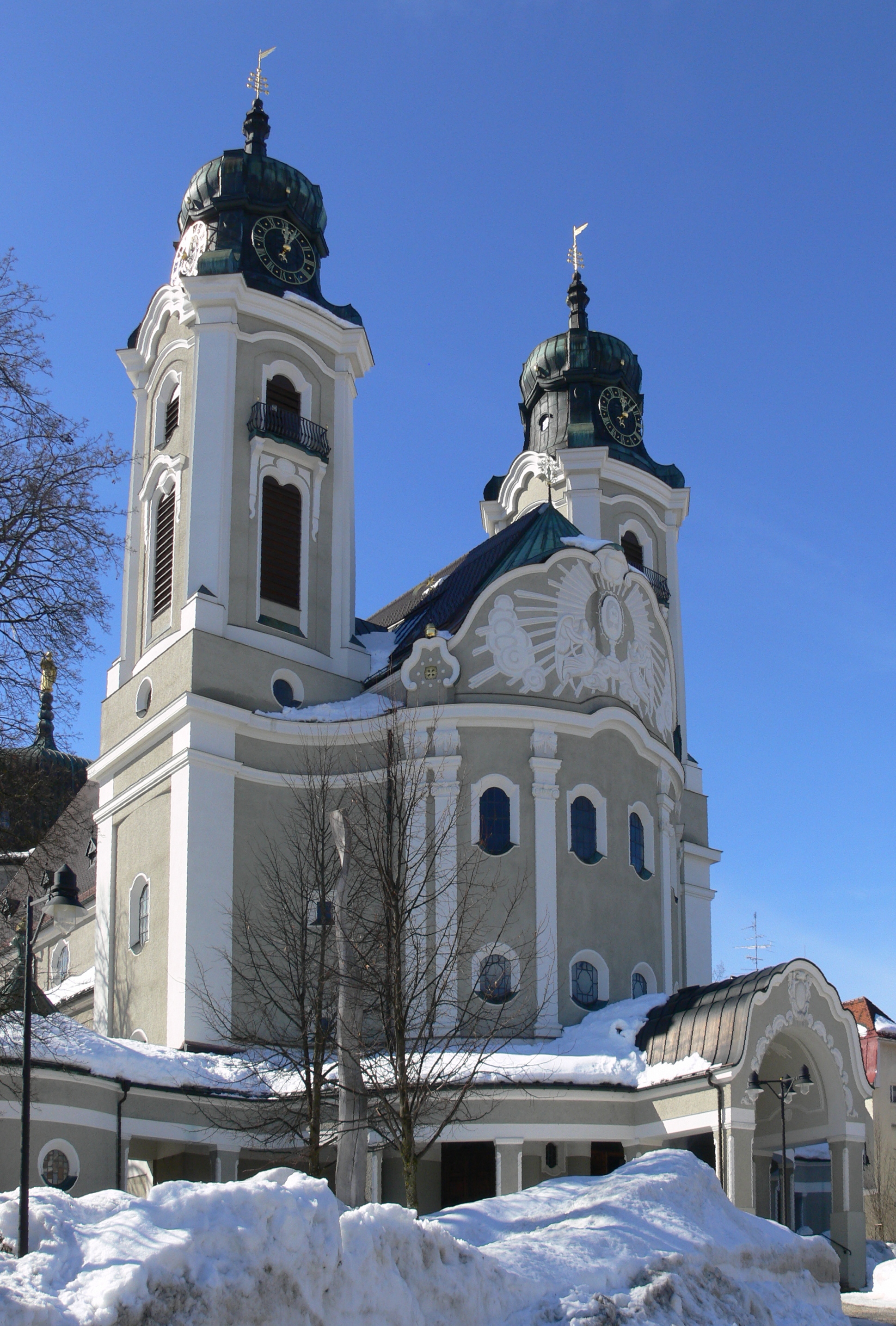
Pfarrkirche St. Peter und Paul in Lindenberg
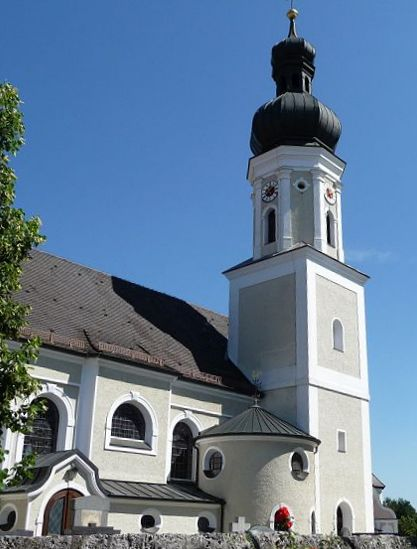
Pfarrkirche St. Martin in Kirchham
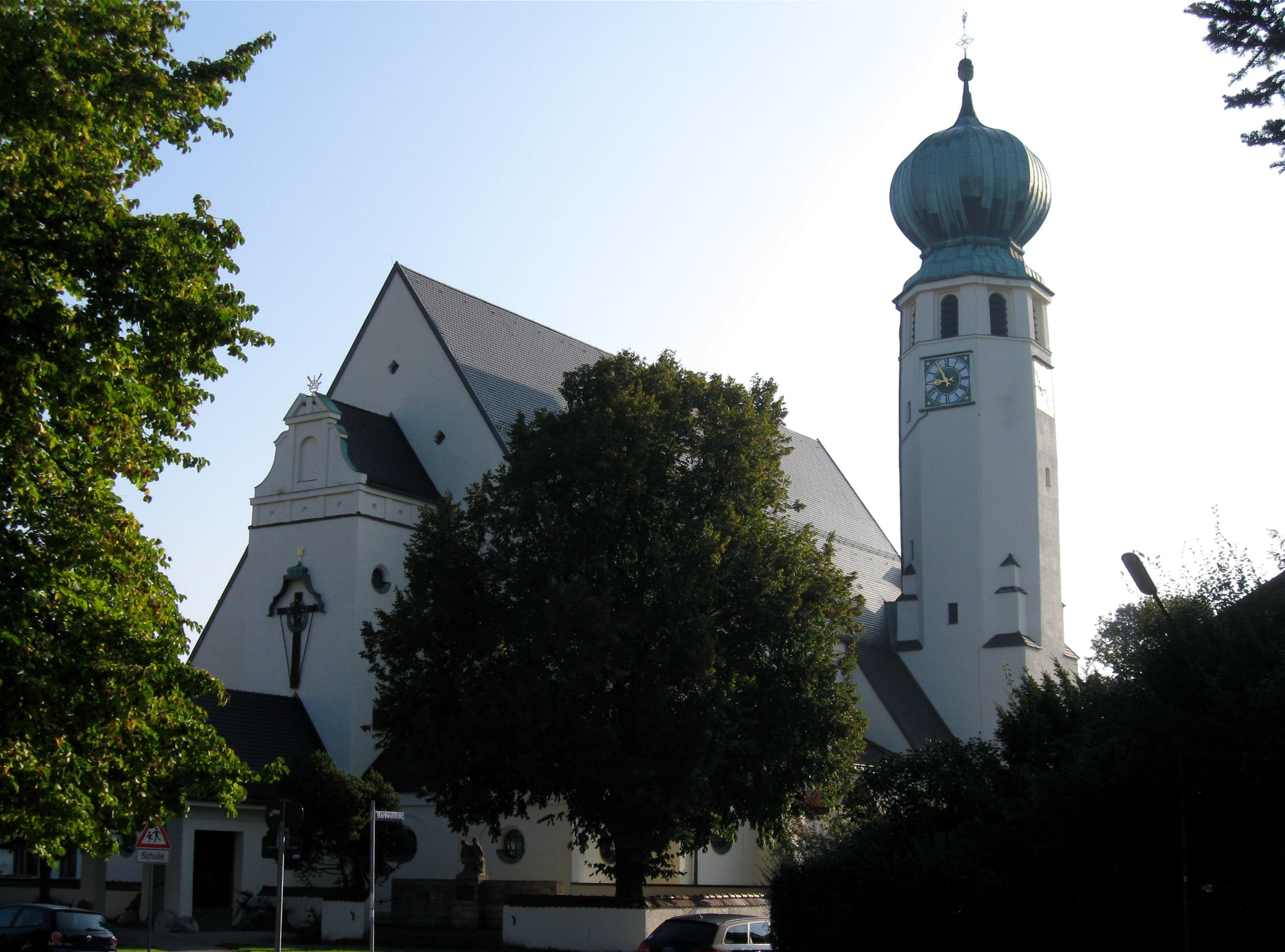
Pfarrkirche St. Canisius in München-Großhadern
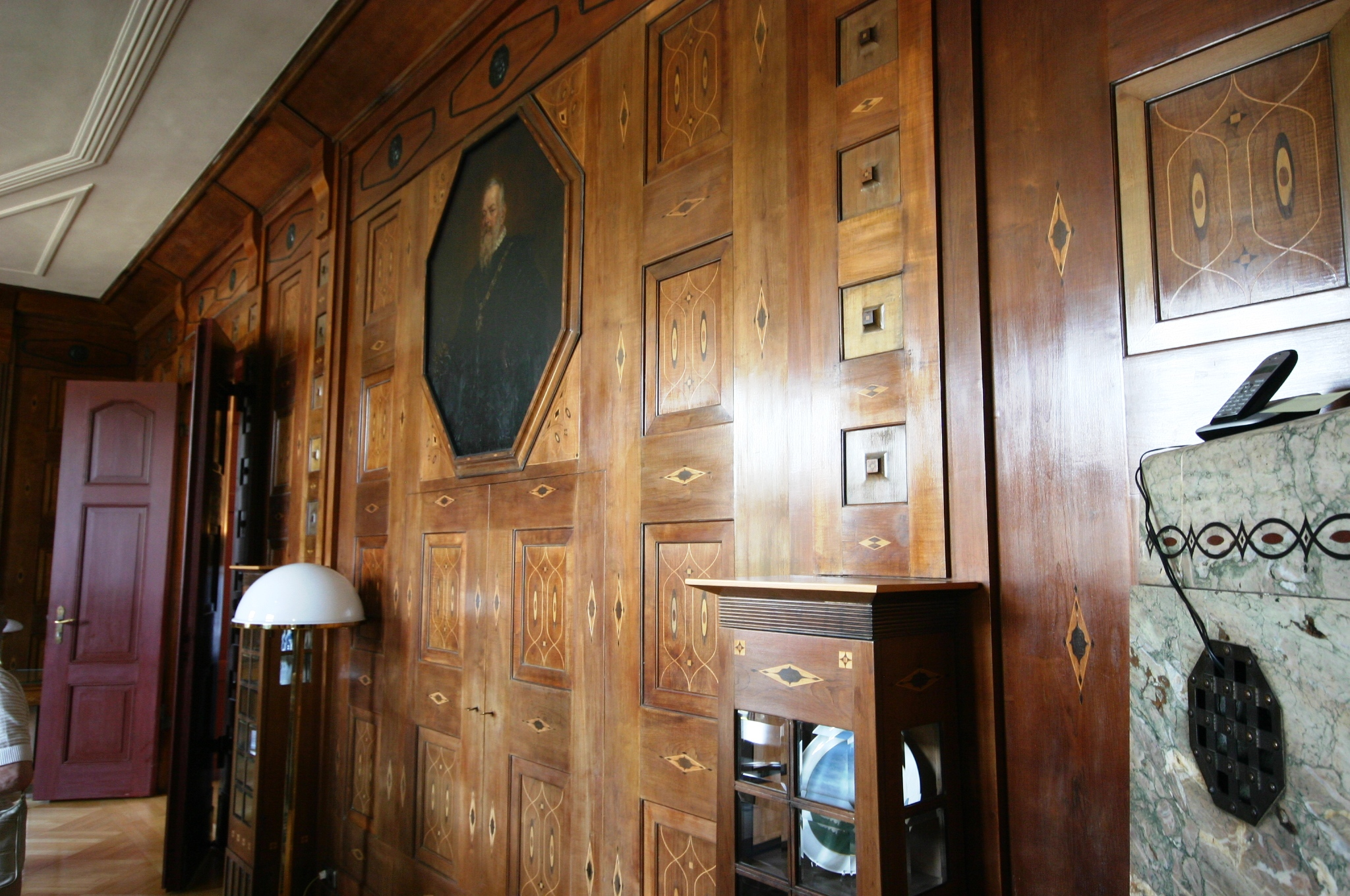
Empfangszimmer des Regierungspräsidenten in Bayreuth
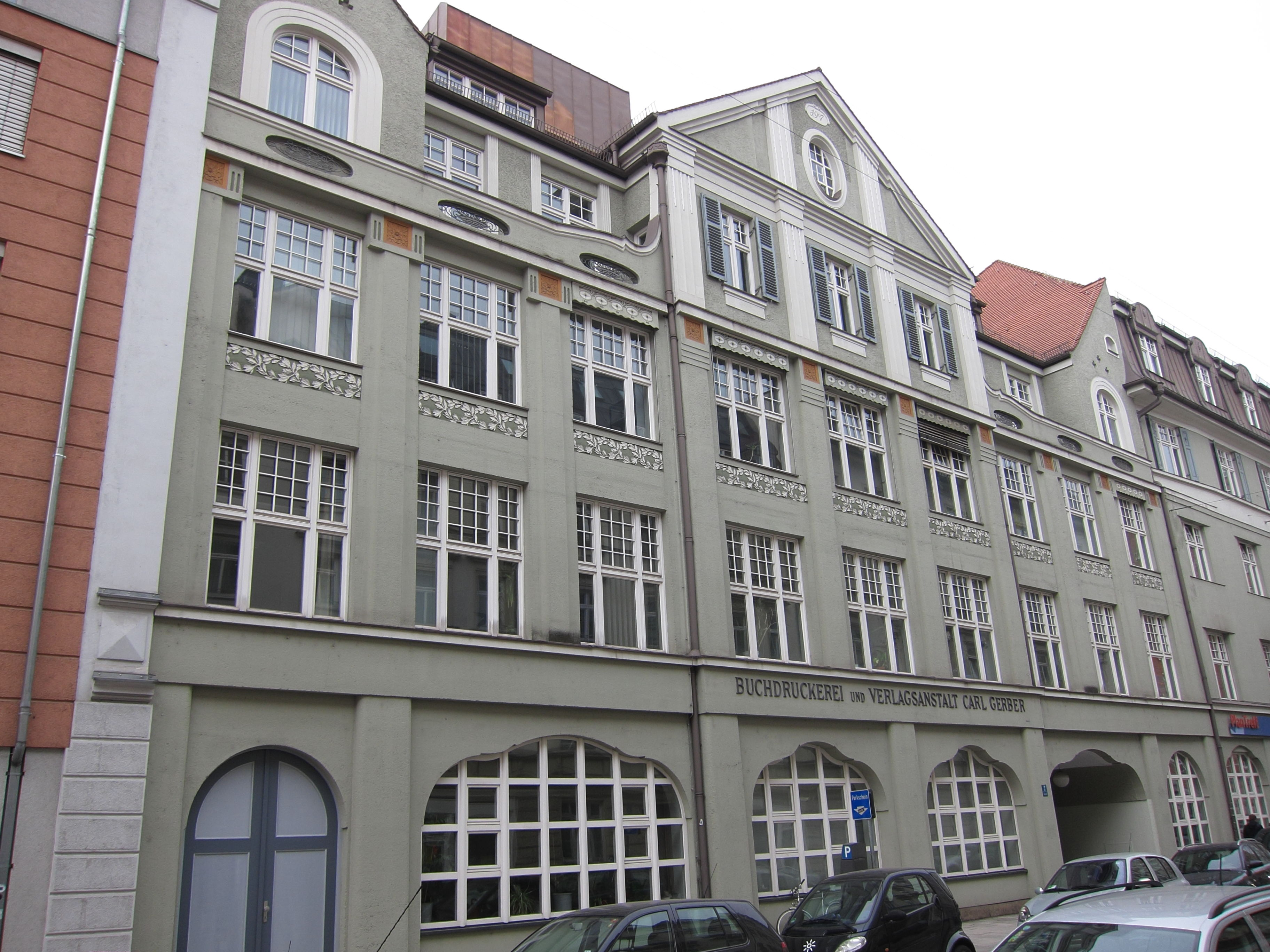
Geschäftshaus Gerber in München
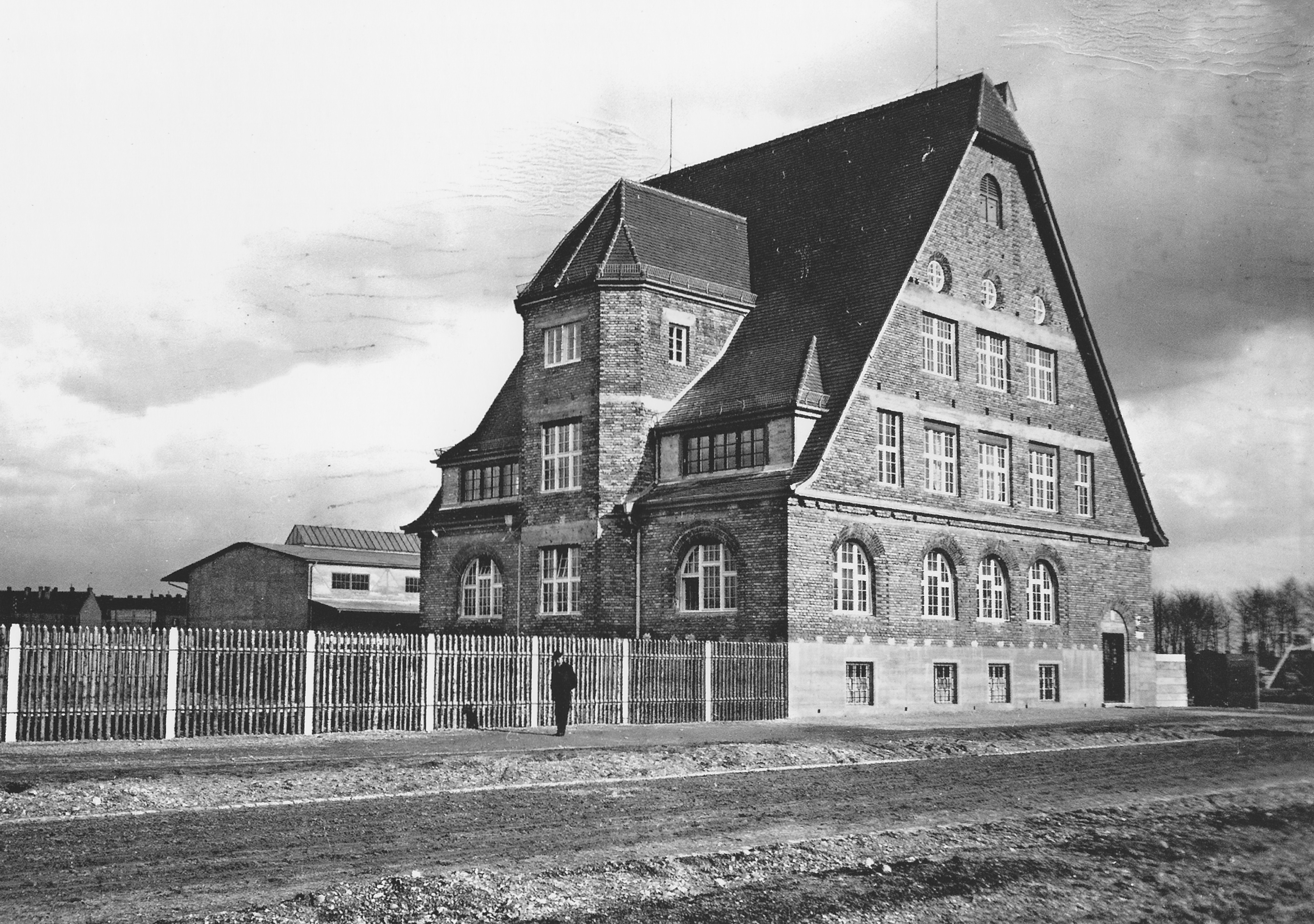
Verwaltungsgebäude Gebr. Röchling in München, Foto um 1910
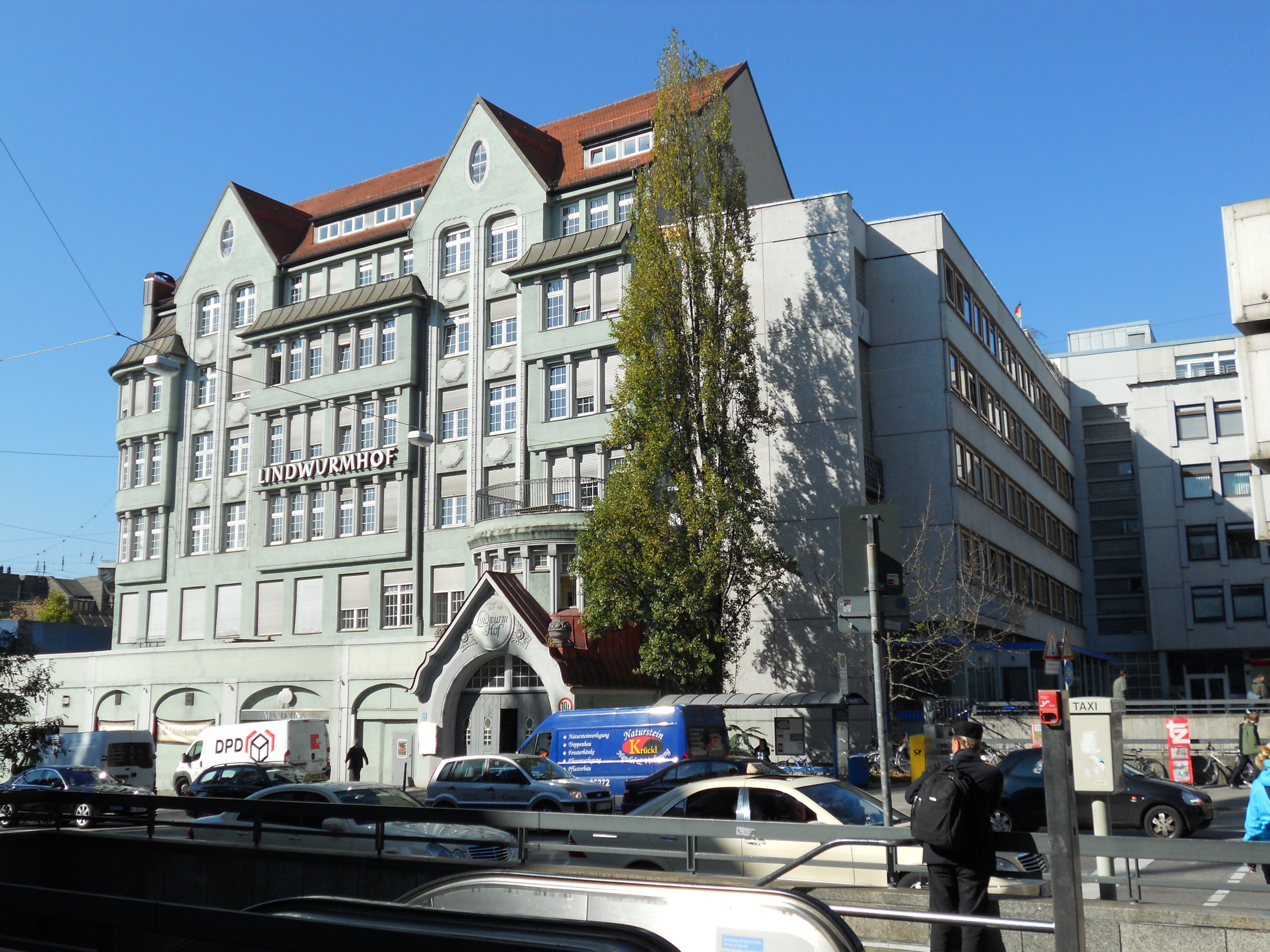
Lindwurmhof in München
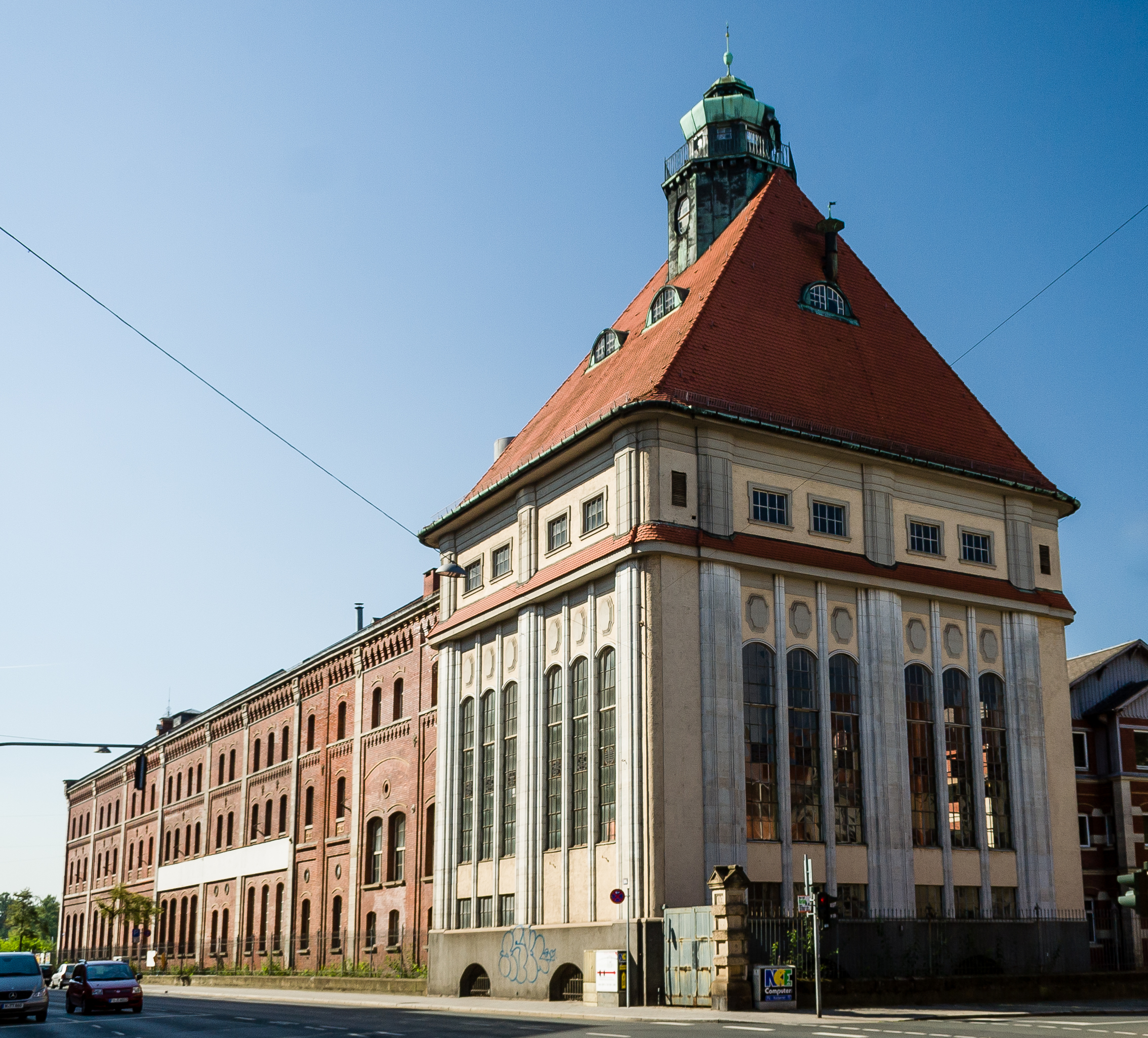
Sudhaus der Brauerei Humbser in Fürth
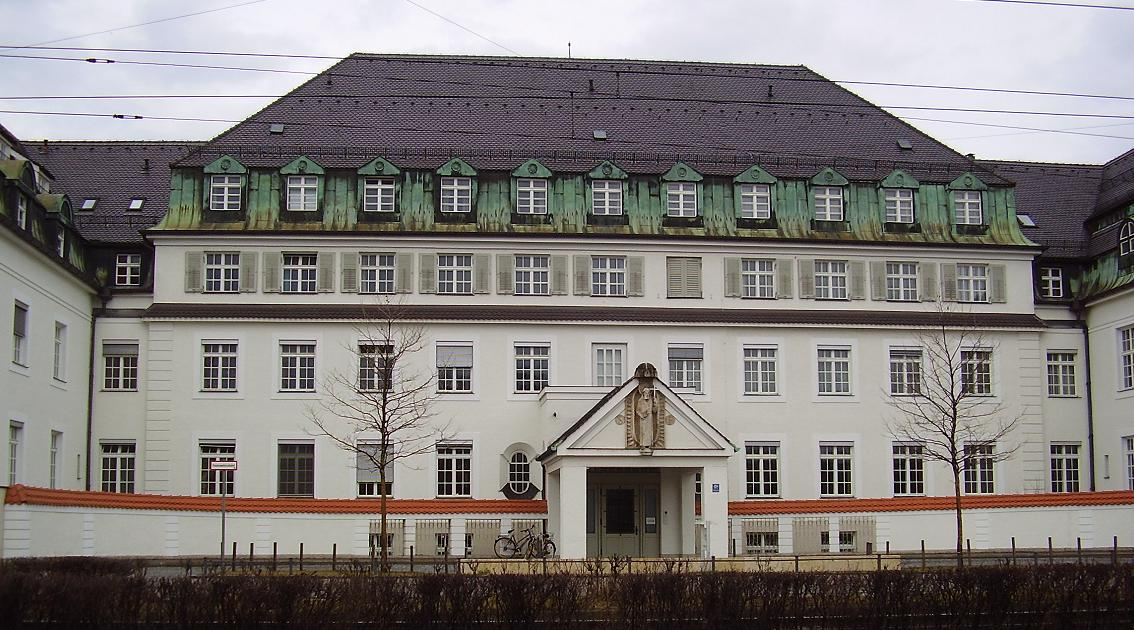
Krankenhaus des Dritten Ordens in München
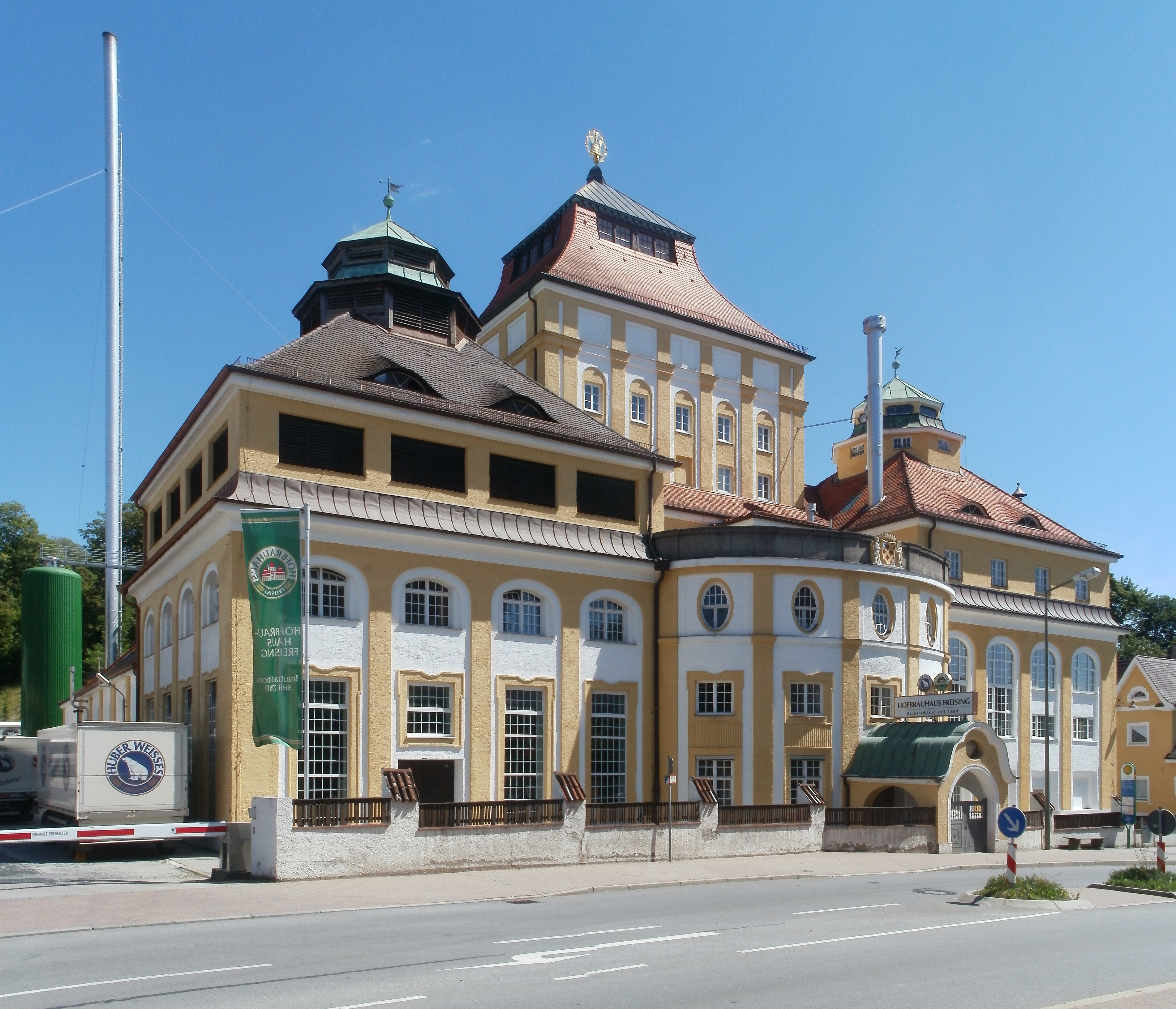
Gräflich von Moy'sches Hofbrauhaus in Freising
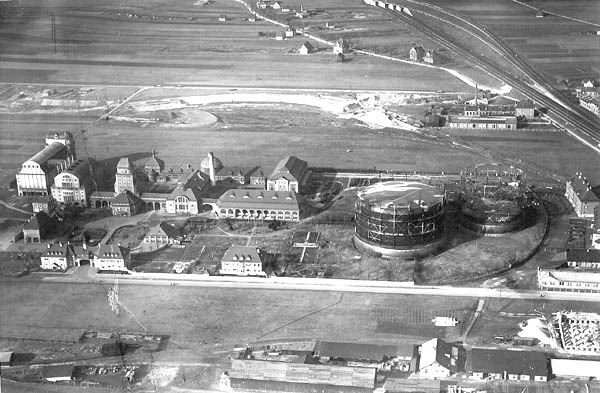
Gaswerk Augsburg, Foto um 1932
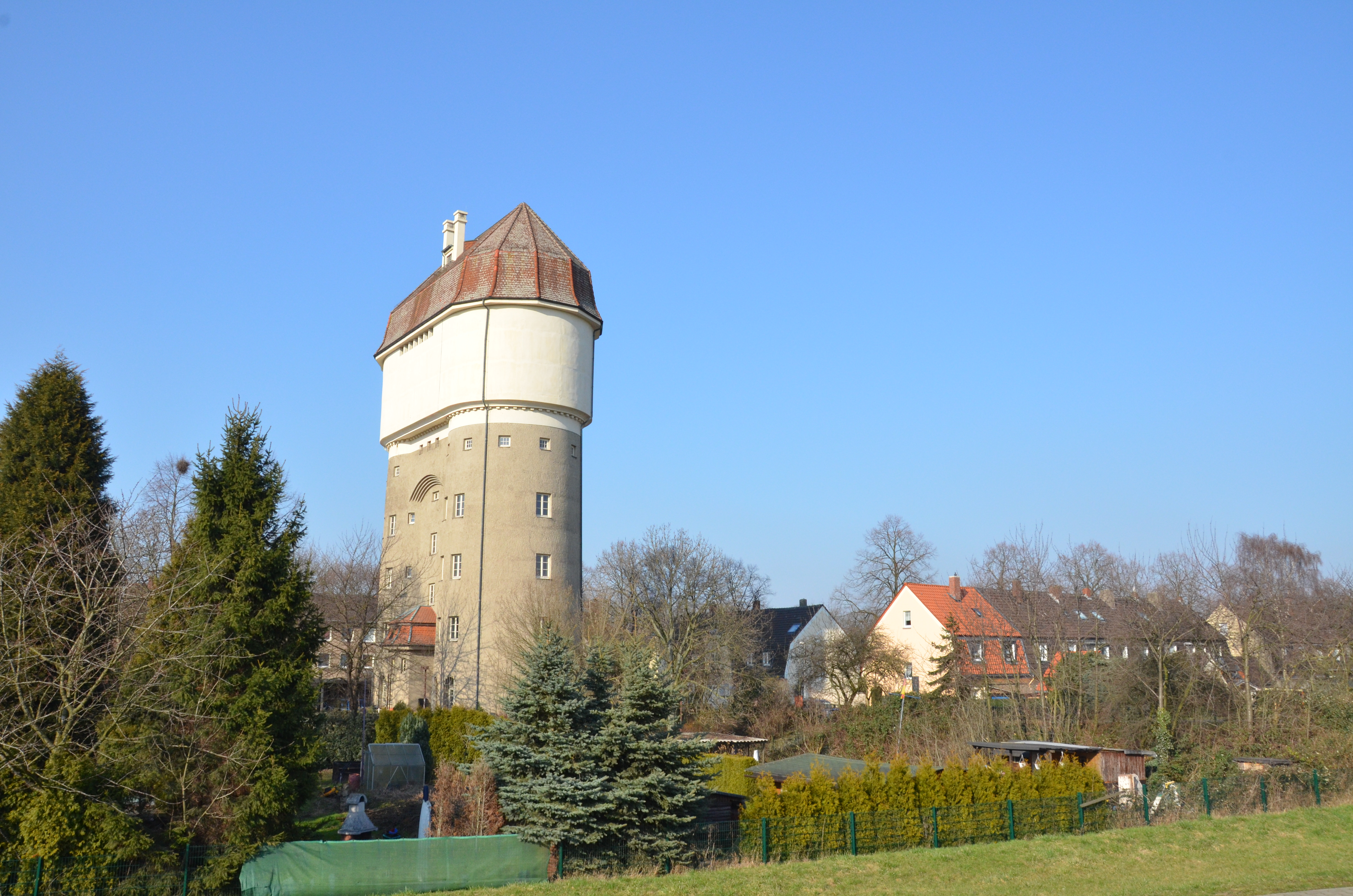
Doppelwasserturm in Hohenbudberg
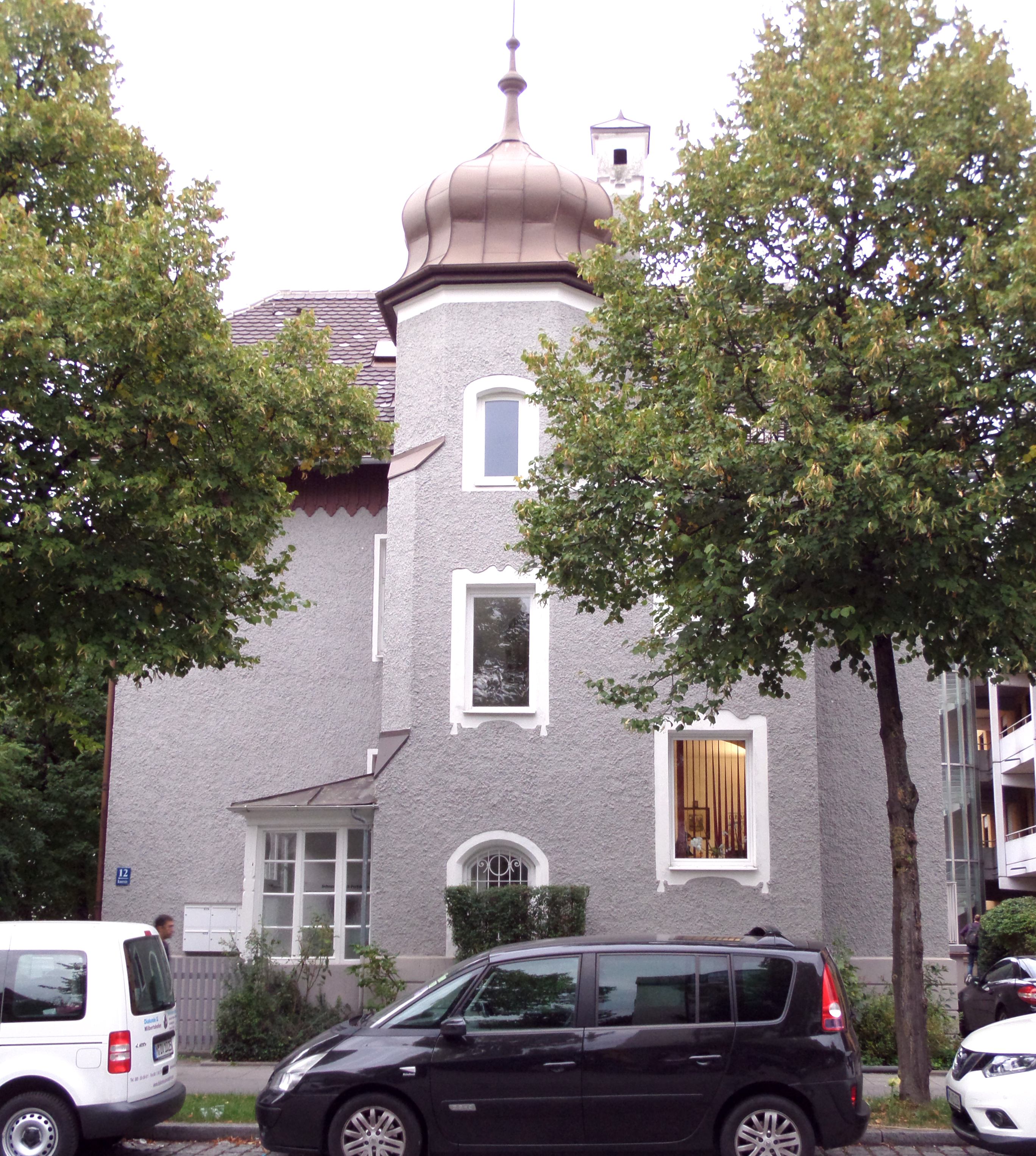
Kleinvilla, Knorrstraße 12, München
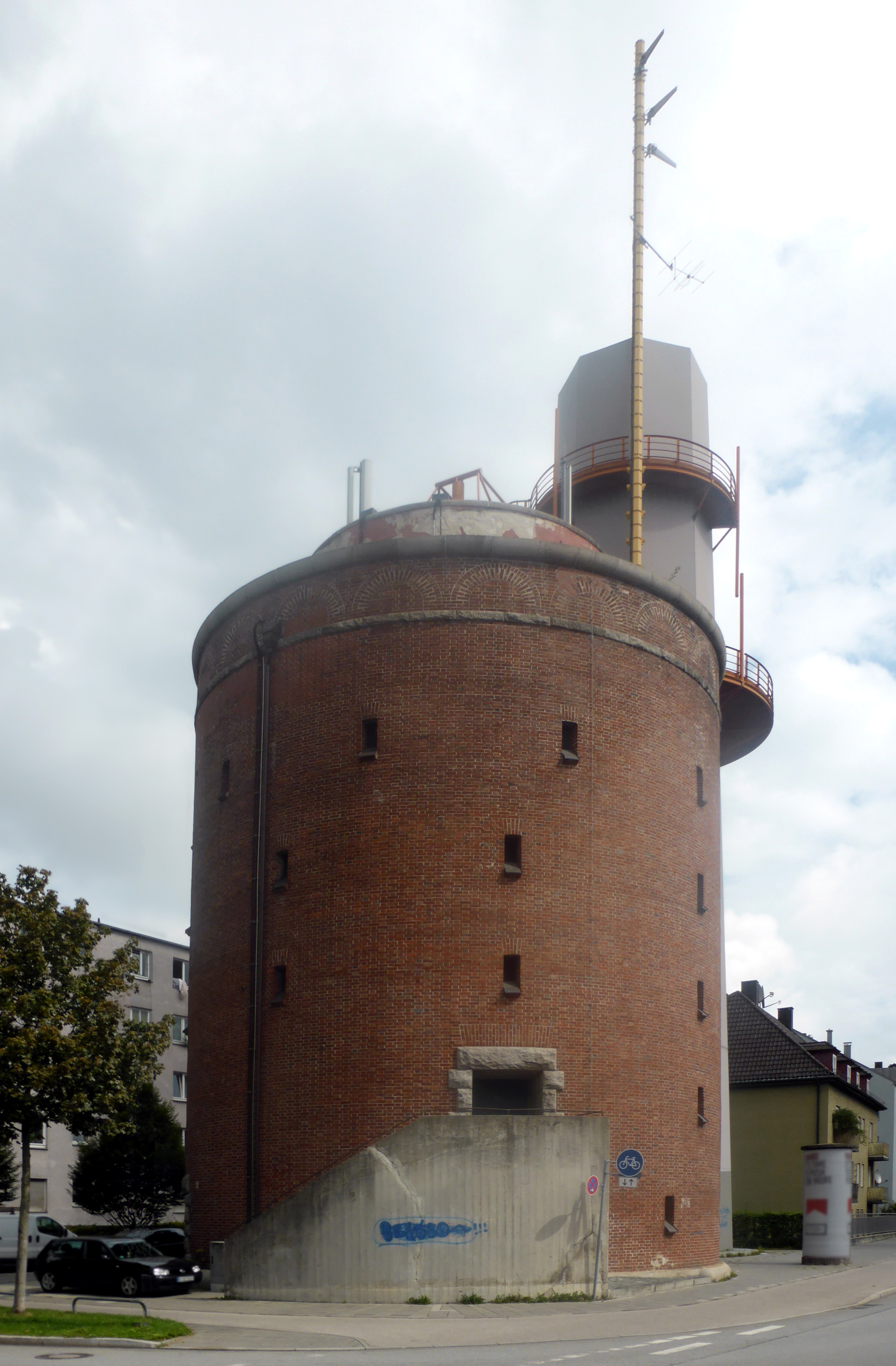
Hochbunker Riesenfeldstraße
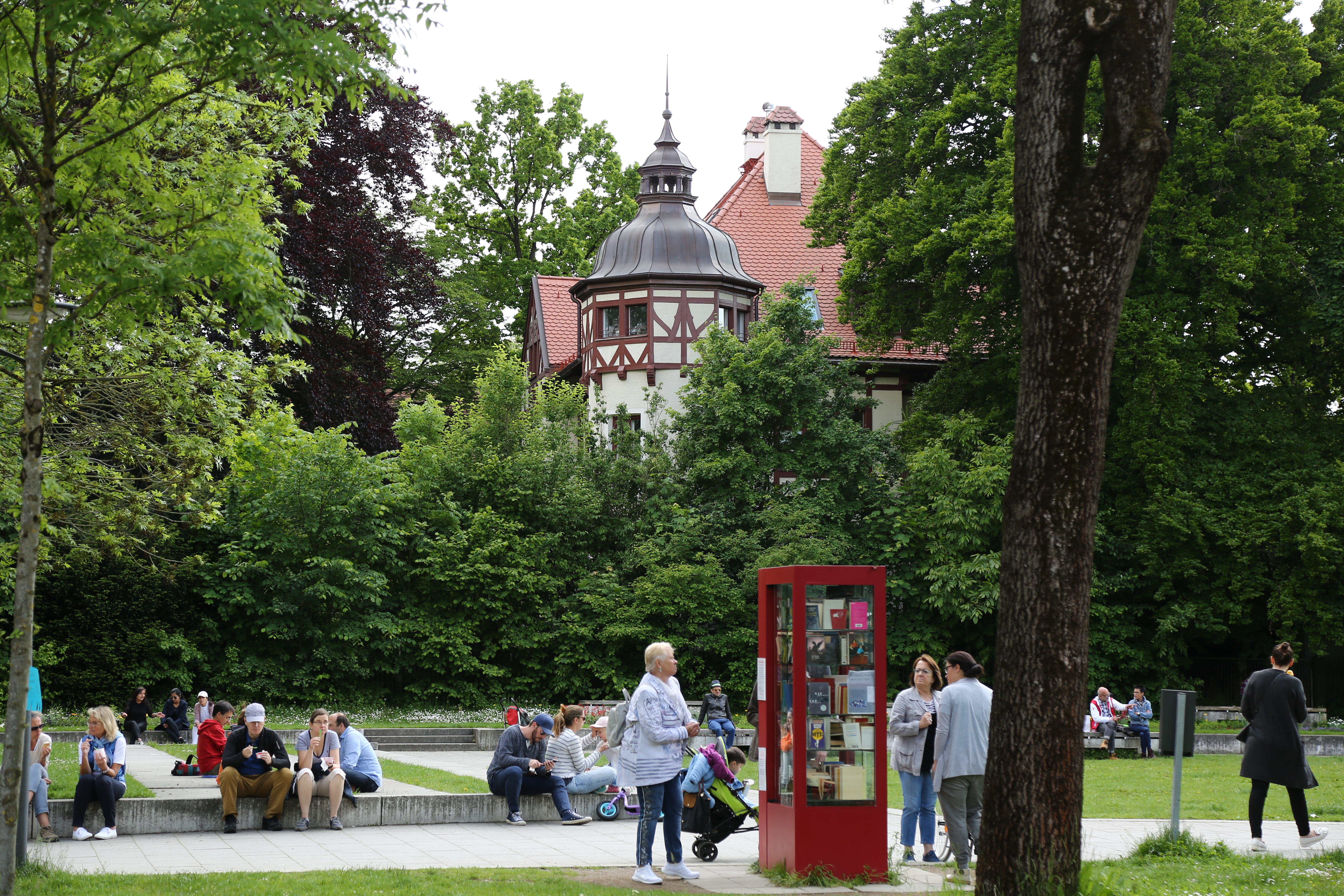
Villa Ballauf am Laimer Anger